# Напаноч (Нью-Йорк)
Напаноч (англ. Napanoch) — переписна місцевість (CDP) в США, в окрузі Ольстер штату Нью-Йорк. Населення — 1131 особа (2020).

## Географія
Напаноч розташований за координатами 41°45′14″ пн. ш. 74°22′18″ зх. д. / 41.75389° пн. ш. 74.37167° зх. д. (41.754001, -74.371700).  За даними Бюро перепису населення США в 2010 році переписна місцевість мала площу 3,23 км², з яких 3,16 км² — суходіл та 0,07 км² — водойми.

## Демографія
Згідно з переписом 2010 року, у переписній місцевості мешкали 1174 особи в 470 домогосподарствах у складі 314 родин. Густота населення становила 364 особи/км².  Було 532 помешкання (165/км²).
Расовий склад населення:
| - 89,4 % — білих - 3,4 % — чорних або афроамериканців - 0,6 % — корінних американців - 0,5 % — азіатів - 3,2 % — осіб інших рас |

До двох чи більше рас належало 2,8 %. Частка іспаномовних становила 11,8 % від усіх жителів.
За віковим діапазоном населення розподілялося таким чином: 23,1 % — особи молодші 18 років, 62,0 % — особи у віці 18—64 років, 14,9 % — особи у віці 65 років та старші. Медіана віку мешканця становила 39,6 року. На 100 осіб жіночої статі у переписній місцевості припадало 92,5 чоловіків;  на 100 жінок у віці від 18 років та старших — 90,1 чоловіків також старших 18 років.
Середній дохід на домашнє господарство становив $58 776 (медіана — 42 363), а середній дохід на одну сім'ю — $76 209 (медіана — 67 273). За межею бідності перебувало 18,2 % осіб, у тому числі 17,4 % дітей у віці до 18 років та 0,0 % осіб у віці 65 років та старших.
Цивільне працевлаштоване населення становило 522 особи. Основні галузі зайнятості: освіта, охорона здоров'я та соціальна допомога — 25,9 %, публічна адміністрація — 18,0 %, мистецтво, розваги та відпочинок — 13,8 %, науковці, спеціалісти, менеджери — 11,5 %.